# Mikko Meriläinen
Mikko Meriläinen (* 4. November 1927; † 2015) war ein finnischer Skisportler.
Bei den Olympischen Winterspielen 1948 war er als Soldat Teilnehmer der finnischen Mannschaft beim Demonstrationsbewerb Militärpatrouille, die in dieser Disziplin die Silbermedaille gewann.
Er starb 2015 im Alter von 87 Jahren.